# Concordia (Antartide)
Concordia è una base di ricerca permanente italo-francese situata in Antartide. Si trova sul plateau antartico, nel sito denominato Dome C a un'altitudine di 3233 m s.l.m.

## Progetti e costruzione

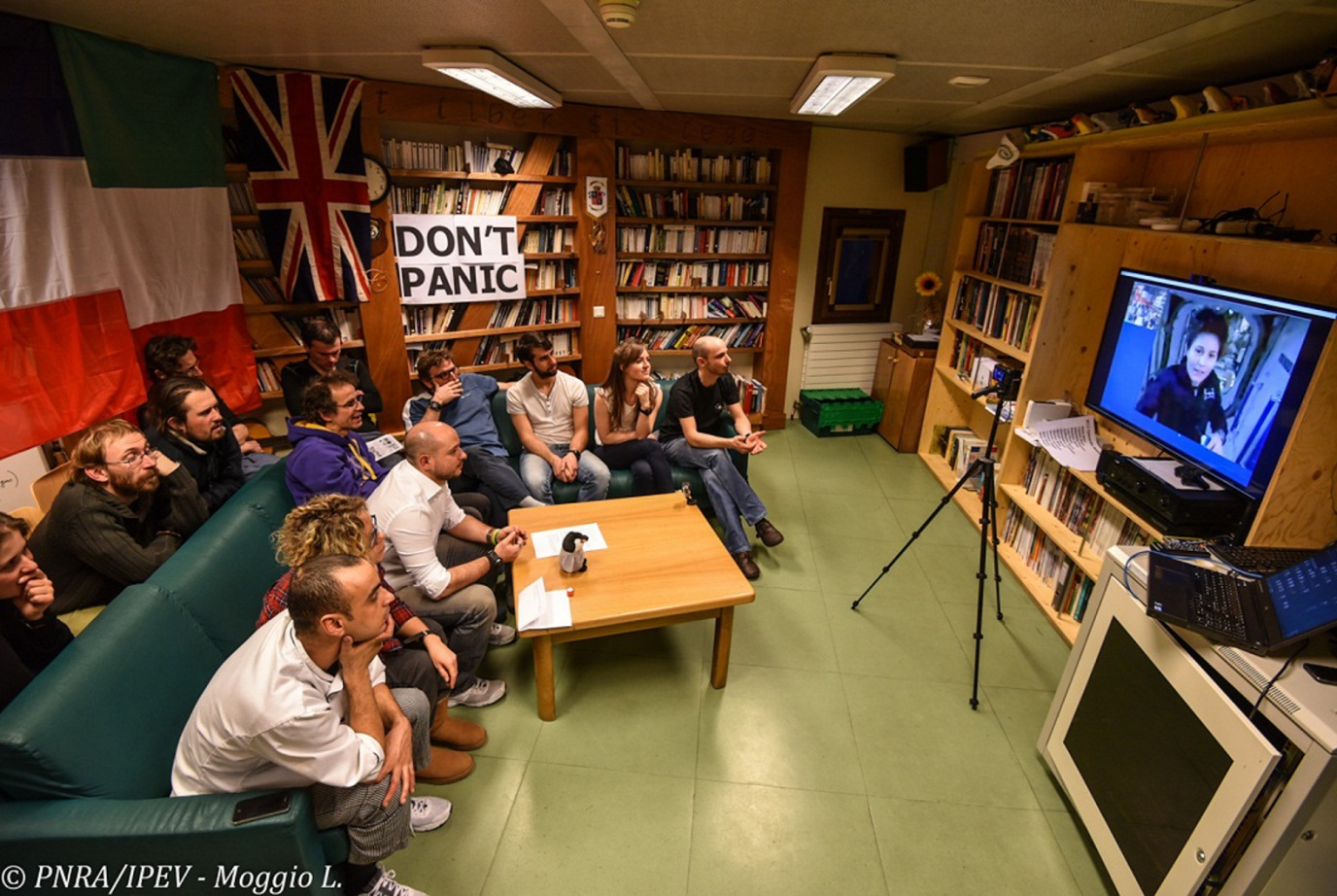
Sala conferenze

La costruzione della stazione è frutto di un accordo congiunto, nel 1993, tra l'ENEA (Ente per le Nuove tecnologie, l'Energia e l'Ambiente), e l'Istituto polare francese Paul-Émile Victor (IPEV). Nel 1996 venne realizzata una prima installazione temporanea, operativa solo nella stagione estiva, per fornire il supporto logistico alla missione European Project for Ice Coring in Antarctica (EPICA) un progetto di perforazione a carotaggio continuo della calotta glaciale fino alla base rocciosa per una profondità totale di 3270,2 m.
Le analisi isotopiche effettuate sui campioni di ghiaccio e sull'aria imprigionata all'interno hanno permesso di ricostruire le variazioni climatiche in Antartide degli ultimi 720 000 anni e di compararne i dati con quelli di due progetti analoghi realizzati nell'Artide, in Groenlandia: il Greenland Ice Sheet Project (1971-1979 e 1988-1993) e il Greenland Icecore Project (1989-1992).
Il progetto EPICA si è concluso agli inizi del 2005 e la stazione è stata trasformata in una stazione scientifica permanente. La prima missione invernale (con 13 persone, di cui 11 francesi e 2 italiani) ha avuto inizio il 13 febbraio 2005.
La Stazione Concordia ha una capacità massima nominale di 65 persone; è in grado di ospitare 32 persone nel periodo estivo e un massimo di 16 in quello invernale, e occupa un'area di circa 1500 m².
La stazione principale (la stazione invernale) è costituita da due edifici cilindrici (alti 17 m, a tre piani, collegati tra loro da una galleria al primo piano) con strutture portanti in carpenteria metallica rivestite da pannelli altamente isolanti in grado di resistere al freddo estremo e a un'elevata escursione termica tra l'interno e l'esterno (fino a 100 °C di escursione). Un edificio è dedicato alle attività cosiddette "silenziose" (laboratori, alloggi del personale, infermeria, sala radio, stazione meteorologica), mentre l'altro alle attività "rumorose": sala riunioni, uffici, sala mensa, biblioteca, palestra, sala tv, magazzini e supporto logistico.
In un edificio adiacente alla struttura principale, prendono posto i generatori elettrici, le caldaie e la struttura per lo smaltimento delle acque reflue che impiega un impianto sviluppato dall'Agenzia spaziale europea specificatamente per le missioni spaziali di lunga durata basato su un reattore anaerobico (mentre le acque grigie vengono trattate con processi di ultrafiltrazione, nanofiltrazione e osmosi inversa).

## Dome C
Il tavolato di Dome C (Dome Concordia per italiani e francesi, Dome Charlie per gli statunitensi) ha un'altitudine compresa fra 3200 e 3300 m ed è stato sede di numerose ricerche in ambito climatico coordinate dall'Antarctic Meteorological Research Center di Madison (Wisconsin, USA). Nel 1980, fu posizionata in situ una stazione meteorologica automatica, battezzata Dome C (74°30′S 123°00′E, 3280 m), che registrò la temperatura minima rimasta a lungo record dell'area (−84,6 °C, il 26 agosto 1982); nel 1995 la stazione fu spostata a qualche decina di chilometri (75°07′S 123°22′E, 3250 m) e ribattezzata Dome C II: tuttora operativa, ha misurato una temperatura minima di −83,2 °C (13 agosto 2010), mentre la temperatura minima misurata alla stazione Concordia è stata di −84,7 °C (13 agosto 2010).
Questi estremi, tipici del Plateau antartico orientale, si raggiungono di norma verso la fine del semestre invernale (aprile - settembre), mentre il dato medio annuale si colloca a −52,7 °C; le precipitazioni nevose variano, invece, da 2 a 10 cm: tutte condizioni favorevoli, oltre che per gli studi di climatologia, sismologia e fisica dell'atmosfera dell'Antartide, anche per verificare l'adattamento umano in condizioni climatiche estreme.
Il sito si presta, in modo eccellente, anche alle osservazioni astronomiche grazie all'atmosfera relativamente tersa e calma e garantisce un seeing medio di 0,3 secondi d'arco al di sopra dei 30 m.

## Mezzi di trasporto

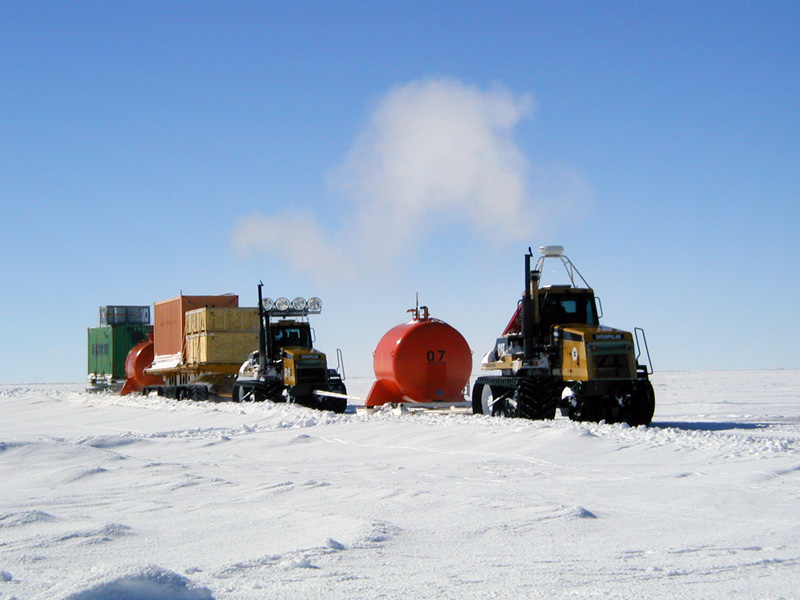
Un convoglio di approvvigionamento proveniente dalla base Dumont d'Urville e diretto verso Concordia (gennaio 2005).

L'approvvigionamento e il collegamento della base vengono assicurati da diversi mezzi di trasporto, sia aerei sia terrestri.
Gran parte del materiale (circa 350 t) viene trasportato da tre convogli terrestri organizzati durante la campagna estiva. Tipicamente un convoglio è costituito da due gatti delle nevi e da 6-8 trattori cingolati. L'equipaggio è costituito da 8-10 uomini che dormono all'interno di due roulotte realizzate allo scopo. Partendo dalla base Dumont d'Urville, la durata del tragitto è di 20-25 giorni fra andata e ritorno. Durante il viaggio di ritorno si trasportano rifiuti, ma anche strumenti e materiali che devono ritornare in Europa. In ragioni delle condizioni climatiche, particolarmente difficili, il tragitto viene predisposto facendo utilizzo di immagini satellitari SPOT e la rotta viene controllata via GPS.
Durante la campagna estiva 2011-2012, è stato effettuato per la prima volta un collegamento andata e ritorno tra Concordia e la base russa Vostok. Il convoglio scientifico è partito da Concordia il 20 dicembre 2011 ed è arrivato a destinazione il 3 gennaio 2012. Il convoglio di ritorno è partito il 6 gennaio 2012 per arrivare a Concordia il 25 gennaio 2012.

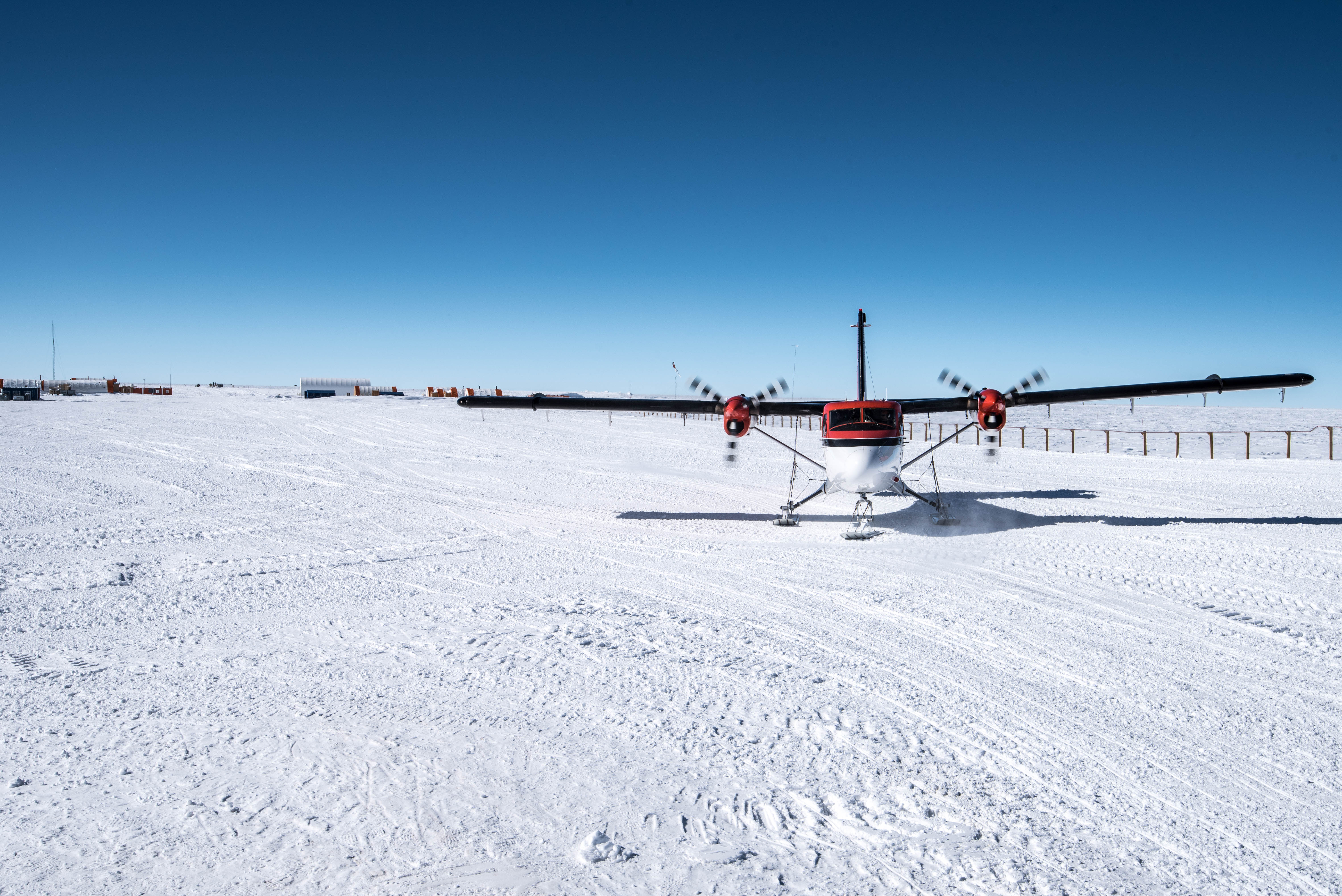
DHC-6 Twin Otter

Il collegamento aereo viene realizzato mediante DHC-6 Twin Otter e Basler BT-67. Il Twin Otter viene adibito principalmente al trasporto del personale. Alloggiati nella stazione italiana Mario Zucchelli (MZS) durante il periodo da novembre a febbraio, i Twin Otter effettuano il loro volo sulla tratta Mario Zucchelli-Concordia-Dumont D'Urville. La durata media di un volo tra le stazioni è di circa 4 ore. I Basler provengono dalla base statunitense di McMurdo e sono adibiti sia al trasporto di persone sia di materiali.

## Campi di ricerca

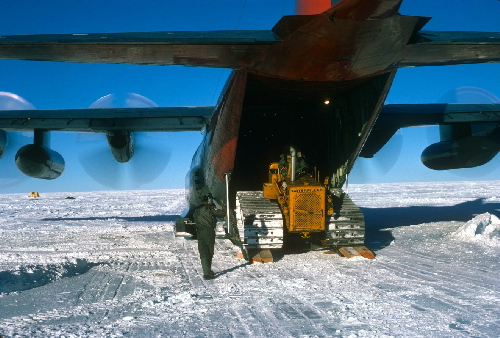
Scarico del materiale per Dome C da un aereo.

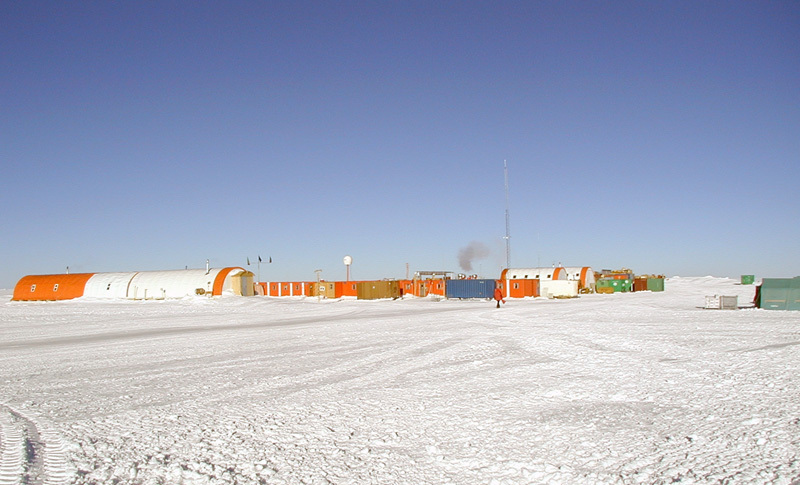
Panorama della stazione estiva (gennaio 2005).

I principali campi di ricerca comprendono:

### Glaciologia
Nell'ambito del programma europeo di ricerca EPICA (European Project for Ice Coring in Antarctica, 1996-2005), il sito Dome C venne scelto per un progetto di perforazione a carotaggio continuo della calotta glaciale fino alla base rocciosa per una profondità totale di 3270,2 m. Le carote, con un diametro di 10 cm e una lunghezza massima di 3 m, provengono da strati di ghiaccio con temperature comprese tra −2 °C (al fondo) e −54 °C (in superficie) e le analisi isotopiche effettuate su questi campioni hanno permesso di determinare la composizione dell'aria (CO2, CH4, polveri) e ricostruire le variazioni climatiche degli ultimi 800000 anni. Tutti i campioni sono conservati a −55 °C presso la stessa base antartica.

### Fisica dell'Atmosfera e Climatologia
- Sono stati compiuti nel corso degli anni diversi studi, in particolare sull'assottigliamento dello strato di ozono stratosferico utilizzando sia palloni-sonda sia l'altimetria laser dal suolo (Lidar) a completamento delle misure satellitari.
- Una stazione meteo automatica (AWS) registra permanentemente: temperatura, umidità relativa, pressione atmosferica, direzione e velocità del vento (relativamente debole a Dome C a paragone dei venti catabatici presenti sulla costa dove sono situate le stazioni Dumont d'Urville e Mario Zucchelli). Al 2013, la temperatura più bassa misurata presso la base è stata di −84,7 °C.
- Una stazione BSRN[15] mediante particolari radiometri (piranometri, pirgeometri, pireliometri) adattati all'ambiente antartico misura i bilanci radiativi alla superficie terrestre; in particolare la radiazione a onda corta (nella banda visibile-ultravioletto detta anche "a onde corte") e a onda lunga (nella banda vicino infrarosso detta anche "a onde lunghe") entrante (o "downwelling") e uscente (o "upwelling"). Da queste misure si ricavano grandezze come l'albedo e il flusso netto di radiazione al suolo.

### Astronomia
- I tre mesi di notte polare e la posizione a 3 233 m di altitudine, consentono di avere un'atmosfera tersa e un cielo senza nuvole per più dell'80% dell'anno, facendo di Concordia un posto privilegiato per le osservazioni astronomiche. La turbolenza atmosferica prodotta dal vento - che degrada la qualità delle immagini ottenute dagli strumenti d'osservazione - viene monitorata e analizzata costantemente per correggere le distorsioni ed è rilevante solo per primi 30-40 m dal suolo. I risultati di tali osservazioni hanno permesso di prevedere, per gli strumenti di osservazione, una struttura più alta in modo da garantire una qualità ottica ottimale per le osservazioni astronomiche (seeing medio di 0,3 secondi d'arco al di sopra dei 30 m).[10] Le scarse precipitazioni nevose (meno di 2,5 cm di neve all'anno) fanno sì che anche le osservazioni all'infrarosso siano ottimali.[16] Per tale motivo, la Commissione europea ha utilizzato la stazione Concordia, per il quadriennio 2006-2009, come sito di osservazione principale di ARENA (Antarctic Research, a European Network for Astrophysics) una rete internazionale di ricerca in campo astronomico e astrofisico.[17]
- Dal 2007, nell'ambito di vari programmi di ricerca tra cui ASTEP (Antarctica Search for Transiting Extrasolar Planets, 2010-in corso) la base opera nella ricerca dei pianeti extrasolari in transito cercando di determinare, nel contempo, i limiti del monitoraggio fotometrico.[18]
- Nel maggio 2010, ricercatori del CSNSM (Centre de spectrométrie nucléaire et de spectrométrie de masse) francese, nell'ambito del progetto ORIGINS (Elucidating the origins of Solar System(s): anatomy of primitive meteorites), hanno scoperto, nella neve di Dome C, un nuovo tipo di micrometeoriti (circa 0,1 mm di diametro) caratterizzate da un elevato tenore di materiale carbonaceo (48-85%) e un rapporto deuterio/idrogeno molto alto (da 10 a 30 volte i valori terrestri). In precedenza, solo la missione spaziale Stardust aveva fornito dei campioni comparabili (selezionati dal materiale prelevato dalla chioma della cometa 81P/Wild).[19]

### Collaborazione IRAIT/AMICA/CAMISTIC: (IRAIT-ITM)
Progetto incominciato nel 2002. IRAIT è un telescopio in montatura altazimutale composto da uno specchio primario (M1) di 80 cm di diametro di focale f/20 realizzato per osservare la radiazione infrarossa dall'Università di Perugia. È un telescopio di tipo Nasmyth costituito da tre specchi, M1, M2 e M3. La rotazione dello specchio M3 permette di inviare il fascio su uno dei due fuochi Nasmyth, dove si trovano gli strumenti di osservazione. Il secondario (M2) è uno specchio vibrante che permette d'utilizzare il metodo d'osservazione di chopping (vedere link), la sua traslazione permette di regolare la messa a fuoco. Gli specchi mobili M2/M3 e il loro sistema di guida sono stati realizzati dall'Università di Granada e dallo IEEC di Barcellona.
Il primo strumento d'osservazione AMICA (acronimo Antarctic Multiband Infrared CAmera) è uno strumento costituito da due sensori C-MOS, uno per l'infrarosso vicino e l'altro per l'infrarosso medio (utilizzando diversi filtri), realizzato dall'Istituto nazionale di astrofisica (Osservatorio di Teramo) a partire dal 2005. Questi due strumenti si trovano dentro un criostato. È possibile raffreddare il sensore infrarosso vicino a 25 K e il sensore infrarosso medio a 5 K (con un compressore a He4) mantenendo una pressione di 10−7 mbar.
Nel 2008 il CEA/SAP (Service d'AstroPhysique du Commissariat à l'Energie Atomique et aux Energies Alternatives) si è aggiunto alla collaborazione sviluppando un secondo strumento: CAMISTIC (Camera a infrarosso submillimetrico per l'Antartide). Questo strumento è costituito da una matrice di bolometri e permette l'osservazione della radiazione infrarossa lontana (200 e 350 micrometri). Il bolometro è raffreddato a 0,3 K con un sistema refrigerante a due livelli (He3 e He4), mantenendo una pressione di 10−7 mbar.
Il calore prodotto dai compressori di AMICA e di CAMISTIC è recuperato per riscaldare il laboratorio d'astronomia con un circuito di glicole realizzato dall'IPEV.
- Durante la campagna estiva 2008/2009 ha avuto inizio il montaggio del telescopio a Concordia
- Durante la campagna estiva 2009/2010 è stato installato lo specchio M1
- Durante la campagna estiva 2010/2011 sono stati installati gli specchi M2 e M3
- Durante la campagna estiva 2011/2012 è stata realizzata la prima immagine astronomica di IRAIT con una camera CCD installata su uno dei fuochi Nasmyth: si trattava di Canopo
- Durante la campagna estiva 2012/2013, i due strumenti (AMICA e CAMISTIC) sono stati installati, ciascuno su un fuoco Nasmyth del telescopio
- Durante l'inverno 2013, DC9, i due astronomi responsabili hanno guidato la fase di test e di commissioning dell'insieme del progetto. L'acquisizione dei primi dati ha avuto inizio

### Geodesia
- La rete di stazioni GPS - assieme a quelle delle stazioni di Dumont d'Urville e Mario Zucchelli - permette di misurare lo scorrimento delle placche continentali e di effettuare analisi tettoniche a livello globale.
- Validazione al suolo delle misure satellitari (per la calibrazione degli strumenti).

### Biologia umana e Medicina
Le condizioni d'isolamento per un lungo periodo di un piccolo gruppo di persone sono ideali per definire le caratteristiche dell'equipaggio-tipo di una missione intraplanetaria, per esempio su Marte. A questo scopo, l'Agenzia spaziale europea conduce degli studi sull'equipaggio della base, sull'ipossia da altitudine, il rischio di trombosi, la disidratazione (causata dall'atmosfera molto secca), l'alterazione dei ritmi circadiani durante la notte polare e per l'esposizione prolungata all'illuminazione artificiale, e in generale sulla risposta umana a prolungate condizioni di stress psicofisico.

## Spedizioni invernali
La stazione viene utilizzata per le campagne estive fin dal dicembre 1997, mentre le campagne invernali (da metà febbraio a metà novembre) hanno avuto inizio nel 2005. Durante questo periodo, la stazione è inaccessibile ed è quindi necessario che gli svernanti (che nella base sono detti "invernanti", hivernants in francese) siano completamente autonomi.

### Prima spedizione invernale (2005)
La prima spedizione ha avuto inizio a metà febbraio del 2005, con tredici invernanti (undici francesi e due italiani):
| - Michel Munoz: capo della stazione, idraulico, Francia - Roberto Dicasillati: medico, Italia - Christophe Mozer: responsabile della centrale elettrica, Francia - Pascal Bordais: addetto alla radio, elettronica, computer, Francia - Emanuele Salvietti: glaciologo, Italia - Claire Le Calvez: capo tecnico, Francia - Michel Galland: elettricista-meccanico, Francia | - Jean-Louis Duraffourg: cuoco, Francia - Abdelkarim Agabi (Karim Agabi) : astronomo, Francia - Stéphane Beausire: caldaista/saldatore, Francia - Jean Elegoet: meccanico, Francia - Jean-François Jurvilliers: arredatore, Francia - Guillaume Dargaud: climatologo, Francia (sotto contratto con il PNRA italiano) |

A settembre 2005, la temperatura più elevata è stata di −48 °C con una media in agosto di −60,2 °C e un record di −78,6 °C, misurato il 1º settembre.
Con queste temperature estreme, le uscite devono essere effettuate con la massima precauzione. Le persone devono uscire almeno in coppia, munite di radio, batterie di ricambio e con un abbigliamento adeguato. Il glaciologo italiano Emanuele Salvietti doveva effettuare dei campionamenti di neve superficiale tutti i giorni a circa un chilometro dalla base. Dal momento che si doveva muovere a piedi (in quanto nessun veicolo era in grado di funzionare a queste temperature), doveva equipaggiare una maschera integrale dotata di aeratore per la respirazione.

### Seconda spedizione invernale (2006)
La seconda spedizione, da febbraio a novembre 2006, impiegava una squadra di dieci invernanti (sei francesi e quattro italiani).:
| - Minh-Ly Pham-Minh: capo della stazione, medico, Francia - Michele Impara: informatico, Italia - Loïc Le Bechec: cuoco, Francia - Lucia Agnoletto: climatologia, sismologia, Italia - Éric Aristidi: astronomo, Francia | - Omar Cerri: glaciologia, Italia - Shaun Deshommes: capo tecnico, Francia - Eliseo d'Eramo: meccanico, Italia - José Dos Santos: elettricista, Francia - Miguel Ravoux: idraulico, Francia |

La temperatura record misurata durante quell'inverno fu di −80 °C, il 5 settembre 2006 alle ore 2:37, un valore più volte toccato nel corso della campagna.

### Terza spedizione invernale (2007)
La terza spedizione, da febbraio a novembre 2007, era composta da una squadra di quattordici invernanti (otto francesi e sei italiani):
| - François Jeanneaux: ingegnere ottico-meccanico, astronomo, Francia - Jean-Pierre Pillisio: idraulico, Francia - Carlos Marsal: cuoco, Francia - Maurizio Busetto: climatologo, Italia - Yvan Levy: medico, Francia - Nicolas Le Parc: elettricista, Francia - Christophe Choley: meccanico, Francia | - Federico Miliacca: informatica e comunicazione, Italia - Djamel Mékarnia: astronomo, Francia - Runa Briguglio: astronomo, Italia - Giuseppe Soriani: chirurgo, Italia - Pietro di Felice: capo della stazione, sismologo, Italia - Benoît Cuisset: capo tecnico, Francia - Alessandro Iacomino: glaciologia, Italia |

La temperatura media è stata di −65 °C e la temperatura minima registrata è stata di −81,9 °C, il 5 settembre.

### Quarta spedizione invernale (2008)
La quarta spedizione invernale, da febbraio a novembre 2008, impiegava una squadra di tredici invernanti (sette francesi e sei italiani):
| - Érick Bondoux: astronomo, Francia - Laurent Bonnardot: ricerche biomediche, Francia - Zalpha Challita: astronomo, Francia - Giorgio Deidda: cuoco, Italia - Sébastien Denamur: meccanico, Francia - Laurent Fromont: elettrotecnico, Francia - Daniele Frosini: glaciologia, Italia | - Patrick Le Roy: capo tecnico, Francia - Fabrizio Martinet: idraulico, Italia - Roberto Rainis: medico, Italia - Lucia Sabbatini: astronoma, Italia - Riccardo Schioppo: climatologia, Italia - Jean-François Vanacker: capo della stazione, radio, Francia |

### Quinta spedizione invernale (2009)
La quinta spedizione, da febbraio a novembre 2009, era composta da una squadra di dodici invernanti (otto francesi, tre italiani e un britannico):
| - Massimiliano Faiella: capo tecnico, Italia - Domenico Fasano: cuoco, Italia - Guillaume Frinot: idraulico, Francia - Laura Genoni: glaciologia, climatologia Italia - Caroline Jullian: chimica dell'atmosfera, Francia - Alexandre Leluc: meccanico, Francia | - Éric Lotz: capo della stazione, medico, Francia - Denis Petermann: astronomo, Francia - Cyprien Pouzenc: astronomo, Francia - Alex Salam: ricerche biomediche, Regno Unito - Éric Tragin: elettrotecnico, Francia - Jonathan Zaccaria: addetto alla radio, informatico, supporto scientifico, Francia |

### Sesta spedizione invernale (2010)
La sesta spedizione, da febbraio a novembre 2010, era composta da una squadra di tredici invernanti (sei francesi, sei italiani e un ceco):
| - Jean-François Vanacker: capo della stazione, Francia - Ales Rybka: ricerche biomediche, medico, Rep. Ceca - Karim Agabi: astronomo, Francia - Alessandro Bambini: elettrotecnico, Italia - Arthur Le Forestier: capo tecnico, Francia - Boris Padovan: informatico, telecomunicazioni, Italia - Christophe Rouy: meccanico, Francia | - Daniele Karlicek: glaciologia, Italia - Giorgio Deidda: cuoco, Italia - Jean-Marie Moysan: idraulico, Francia - Lorenzo Moggio: fisica dell'atmosfera, Italia - Rosa Forgittoni: medico, Italia - Sylvain Lafont: glaciologia, Francia |

### Settima spedizione invernale (2011)
La settima spedizione, da febbraio a novembre 2011, era composta da una squadra di quattordici invernanti (sette francesi, sei italiani e un britannico)
:
| - Andrea Cesana: capo della stazione, medico Italia - Eoin MacDonald: ricerche biomediche, medico, Regno Unito - Djamel Mekarnia: astronomo, Francia - Eric Aristidi: astronomo, Francia - Alessandro Giusto: elettrotecnico, Italia - Frederic Sergent: capo tecnico, Francia - Paolo Perfetti: informatico, telecomunicazioni, Italia | - David Colin: meccanico, Francia - Domenico Romano: cosmologia, glaciologia, Italia - Andrea Ballarini: cuoco, Italia - Vivien Koutcheroff: idraulico/caldaista, Francia - Ilann Bourgeois: chimica dell'atmosfera, Francia - Pascal Robert: tecnico della sismologia e del magnetismo, Francia - Angelo Galeandro: fisica dell'atmosfera, osservatorio meteorologico Italia. |

### Ottava spedizione invernale (2012)
L'ottava spedizione, da febbraio a novembre 2012, impiegava una squadra di tredici invernanti (sette francesi, cinque italiani e un britannico):
| - Eric Bondoux: capo della stazione, elettronico della scienza Francia - Alexander Kumar: ricerche biomediche, medico ESA Regno Unito - Barbara Grolla: infermiera anestesista Francia - Guillaume Bouchez: astronomo, Francia - Alessandro Bambini: elettrotecnico, Italia - Stephane Calvo: capo tecnico, Francia - Roberto D'Amato: informatico, telecomunicazioni, Italia | - Bruno Limouzy: meccanico, Francia - Mattia Bonazza: glaciologia, chimica dell'atmosfera Italia - Giorgio Deidda: cuoco, Italia - Gérard Guérin: idraulico/caldaista, Francia - Sebastien Aubin: glaciologia, chimica dell'atmosfera Francia - Igor Petenko: scienza dell'atmosfera e del clima Italia |

### Nona spedizione invernale (2013)
La nona spedizione, da febbraio a novembre 2013, è composta da una squadra di quindici invernanti (nove francesi, cinque italiani e un greco)
 :
| - Anne-Marie Courant: capo della stazione, medico Francia - Evangelos Kaimakamis: ricerche biomediche, medico ESA Grecia - Hélène Faradji: astronoma, Francia - Christophe Leroy-Dos Santos: astronomo, Francia - Yann Reinert: astronomo, Francia - J-G Coll: elettrotecnico, Francia - Yannick Marin: capo tecnico, Francia - Bruno Epifania: informatico, telecomunicazioni, Italia | - Simon Reuze: meccanico, Francia - Elio Padoan: glaciologia, chimica dell'atmosfera Italia - Luigi Vaillati: cuoco, Italia - Olivier Delanoë: idraulico/caldaista, Francia - Albane Barbero: glaciologia, chimica dell'atmosfera e manutenzione meteorologica, Francia - Antonio Litterio: elettronico della scienza, Italia - Simonetta Montaguti: scienza dell'atmosfera e del clima, meteo Italia. |

### Decima spedizione invernale (2014)
La decima spedizione, da febbraio a novembre 2014, è composta da una squadra di tredici invernanti (sei francesi, cinque italiani, un greco e un russo):
| - Bruno Limouzy: gruppi elettrogeni, Francia - Giorgio Deidda: cuoco, Italia - Tindari Ceraolo: medico, Italia - Adrianos Golemis: ricerche biomediche, medico ESA, Grecia - Igor Petenko: scienza dell'atmosfera e del clima, Russia - Pierre Pejoine: meccanico, Francia - Julien Ribet: elettrotecnico, Francia | - Paride Legovini: fisico, elettronico della scienza, Italia - Tommaso Nicosia: informatico, Telecomunicazioni, Italia - Daniele Tavagnacco: astrofisico, Italia - Olivier Haye: capo tecnico, idraulico, caldaista, Francia - Cecile Lenormant: chimico, Francia - Xavier Joffrin: astronomo, Francia. |

### Undicesima spedizione invernale (2015)
L'undicesima spedizione, da febbraio a novembre 2015, impiega una squadra di tredici invernanti (sei francesi, cinque italiani, un'inglese e uno svizzero):
| - Mario Salza: capo della stazione, informatico, telecomunicazioni, Italia - Yannick Marin: capo tecnico, Francia - Antonietta Roveran: medico, Italia - Roxanne Jacob: glaciologia e chimica dell'atmosfera, Francia - Luca Ficara: cuoco, Italia - Guillaume Poirot: meccanico, Francia - Giampietro Casasanta: glaciologia, telerilevamento dell'atmosfera, Italia | - Benoit Laurent: elettronico della scienza, Francia - Markus Wildi: astrofisica, Svizzera - Benoit Joncheray: idraulico e riscaldamento, Francia - Lorenzo Moggio: fisica dell'atmosfera, Italia - Beth Healey: ricerche biomediche, medico ESA, Inghilterra - Rémi Puaud: elettrotecnico, Francia |

### Dodicesima spedizione invernale (2016)
La dodicesima spedizione, da febbraio a novembre 2016, impiega una squadra di dodici invernanti (cinque francesi, cinque italiani, un belga e un olandese):
| - Vitale Stanzione: capo della stazione, glaciologia, Italia - Olivier Leloir: capo tecnico, Francia - Elvio Lazzarini: medico, Italia - Nicole Hueber: glaciologia e chimica dell'atmosfera, Francia - Bertrand Bonnefoy: cuoco, Francia - Gaetan Quere: meccanico, Francia | - Luciano Milano: elettronico della scienza, Italia - Alessandro Fausto: informatico, telecomunicazioni, Italia - Henri van den Hove: idraulico e riscaldamento, Francia - Simonetta Montaguti: fisica dell'atmosfera e del clima, meteo, Italia - Floris van den Berg: ricerche biomediche, medico ESA, Paesi Bassi - Georges Karakasidis: elettrotecnico, Belgio |

### Tredicesima spedizione invernale (2017)
La tredicesima spedizione, da febbraio a novembre 2017, impiega una squadra di tredici invernanti (cinque francesi, sette italiani, un belga-canadese):
| - Simone Chicarella: elettronico della scienza, capo della stazione, Italia - Didier L'Hôte: capo tecnico, Francia - Andrea Tosti: informatico, telecomunicazioni, Italia - Aldo Clemenza: medico, Italia - Simone Marcolin: cuoco, Italia - Laura Caiazzo: glaciologia e chimica dell'atmosfera, Italia - Yuri De Pra: informatica per l'astronomia, Italia | - Carole Dangoisse: ricerche biomediche, medico ESA, Belgio Canada - Alexis Robin: idraulico, Francia - Pol Monfort: meccanico, Francia - Alfonso Ferrone: fisica dell'atmosfera e del clima, meteo Italia - Paul Serre: glaciologia e chimica dell'atmosfera, Francia - Sébastien Jullien-Palletier: elettrotecnico, Francia. |

### Quattordicesima spedizione invernale (2018)
La quattordicesima spedizione, da febbraio a novembre 2018, impiega una squadra di tredici invernanti (cinque francesi, sette italiani, una austriaca):
| - Moreno Baricevic: elettronico della scienza, Italia - Rémi Bras: elettrotecnico, Francia - Coline Bouchayer: glaciologia e chimica dell'atmosfera, Francia - Andre Bourre: capo tecnico, Francia - Marco Buttu: informatica per l'astronomia, Italia - Filippo Cali' Quaglia: fisica dell'atmosfera e del clima, meteo, Italia - Florentin Camus: idraulico, Francia | - Mario Giorgioni: informatico, telecomunicazioni, Italia - Carmen Possnig: ricerche biomediche, medico ESA, Austria - Jacques Rattel: meccanico, Francia - Alberto Razeto: medico, Italia - Marco Smerilli: cuoco, Italia - Cyprien Verseux: glaciologia e chimica dell'atmosfera, capo missione, Francia Italia. |

### Quindicesima spedizione invernale (2019)
La quindicesima spedizione, da febbraio a novembre 2019, impiega una squadra di tredici invernanti (cinque francesi, sei italiani, una danese e una australiana):
| - Nadja Albertsen: ricerche biomediche, medico ESA, Danimarca; - Damien Beloin: meccanico, Francia; - Ivan Bruni: astronomia, Italia; - Massimiliano Catricalà: elettronico della scienza, capo missione, Italia; - Giuditta Celli: glaciologia e chimica dell'atmosfera, Italia; - Meganne Louise Christian: fisica dell'atmosfera e del clima, meteo, Australia Italia; - Gianluca Ghiselli: medico, Italia; | - Daniele Giambruno: cuoco, Italia; - Thibault Gillet: elettrotecnico, Francia; - Bertrand Laine: capo tecnico, Francia; - Julien Le Goff: idraulico, Francia; - Alessandro Mancini: informatico, telecomunicazioni, Italia; - Julien Moyé: glaciologia e chimica dell'atmosfera, Francia. |

### Sedicesima spedizione invernale (2020)
La sedicesima spedizione, da febbraio a novembre 2020, impiega una squadra di dodici invernanti (sette francesi, quattro italiani, uno olandese):
| - Camille Bréant: glaciologia e chimica dell'atmosfera, Francia - Elisa Calmon: cuoco, Francia - Andrea Ceinini: meccanico, Italia - Loredana Faraldi: medico, Italia - Sylvain Guesnier: capo della centrale elettrica, Francia - Luca Ianniello: informatico, telecomunicazioni, Italia | - Vivien Koutcheroff: idraulico e capo tecnico, Francia - Wenceslas Marie Sainte: elettronico della scienza, Francia - Inès Ollivier: glaciologia e chimica dell'atmosfera, Francia - Bastien Prat: elettrotecnico, Francia - Alberto Salvati: fisica dell'atmosfera e del clima, meteo, capo missione, Italia - Stijn Thoolen: ricerche biomediche, medico ESA, Paesi Bassi |

### Diciassettesima spedizione invernale (2021)
La diciassettesima spedizione, da febbraio a novembre 2021, impiega una squadra di dodici invernanti (cinque francesi, sei italiani, uno inglese):
- Cédric Albert, elettrotecnico
- Dennis Appere, glaciologia e chimica dell'atmosfera
- Fabio Borgognoni, glaciologia e chimica dell'atmosfera
- Marco Buttu, elettronico della scienza
- Rodolfo Canestrari, fisico dell'atmosfera e capo missione
- Giuseppina Canestrelli, medico
- Charles Delgrange, meccanico
- Simone Marcolin, cuoco
- Quentin Perret, caldaista saldatore e tecnico polivalente
- Jean-François Roques, capo tecnico
- Nicholas Smith, ricerche biomediche e medico ESA
- David Tosolini, informatico, telecomunicazioni

### Diciottesima spedizione invernale (2022)
La diciottesima spedizione, da febbraio a novembre 2022, impiega una squadra di tredici invernanti (sei francesi, sei italiani, uno svedese):
- Nicolas Girard, elettricista
- Julien Witwicky, glaciologia e chimica dell'atmosfera
- Alessia Nicosia, glaciologia e chimica dell'atmosfera
- Massimiliano Catricalà, elettronico della scienza e capo missione
- Angelo Galeandro, fisico dell'atmosfera
- Fabien Farge, medico
- Pierre Supiot, meccanico
- Marco Smerilli, cuoco
- Thomas Gasparetto, astrofisico
- Stanislas Grabowski, idraulico
- Frederic Sergent, capo tecnico
- Hannes Hagson, ricerche biomediche e medico ESA
- Thomas Antonio Massimo Pagano, informatico, telecomunicazioni

### Diciannovesima spedizione invernale (2023)
La diciannovesima spedizione, da febbraio a novembre 2023, impiega una squadra di dodici invernanti (sei francesi, cinque italiani, un tedesco):
- Claude Blanc: meccanico
- Rudy Bunel: capo Tecnico
- Davide Carlucci: capo missione, Elettronico della Scienza
- Stéphane Fraize: medico
- Sascha Freigang: medico ESA, Ricerche biomediche
- Jacopo Lucini Paioni: cuoco
- Vincent Morel: elettricista
- Domenico Mura: astronomia
- Damien Pessieau: idraulico e tecnico del riscaldamento
- Luca Rago: glaciologo
- Damien Till: glaciologo e chimico dell'atmosfera
- Andrea Traverso: tecnologie dell'informazione e delle telecomunicazioni (ICT)

### Ventesima spedizione invernale (2024)
La ventesima spedizione, da febbraio a novembre 2024, impiega una squadra di tredici invernanti (sette francesi, cinque italiani, una svizzera):
- Marco Buttu: elettronico della Scienza
- Gabriele Carugati: capo missione, Glaciologo
- Sergio Cosma: cuoco
- Vincent Deloupy: astrofisico
- Fanny Larcher: medico
- Julien Laurancy: elettricista
- Mario Lecca: fisico dell'Atmosfera
- Quentin Lecoutey: meccanico e condotta veicoli
- Manon Mastin: glaciologa e Chimica dell'Atmosfera
- Giovani Rosario: idraulico e tecnico del riscaldamento
- Frederic Sergent, capo tecnico
- Jessica Studer: ricerche biomediche e medico ESA
- Andrea Traverso: tecnologie dell'informazione e delle telecomunicazioni (ICT)

### Ventunesima spedizione invernale (2025)
La ventunesima spedizione, dal 3 febbraio a novembre 2025, impiega una squadra di tredici invernanti (sei francesi, sei italiani, una inglese):
- Clément Arrat: chimico dell'atmosfera
- Matteo Beltrame: astrofisico
- Davide Carlucci: elettronico della Scienza
- Julien Castel: meccanico
- Pierre Chene: capo tecnico
- Erik Geletti: tecnologie dell'informazione e delle telecomunicazioni (ICT)
- Simona Grimaldi: capo missione, glaciologa
- Valentin Jarnole: idraulico
- Julien Lacrampe: elettricista
- Yves-Marie Lahaie: medico
- Thomas Antonio Massimo Pagano: fisico dell'Atmosfera
- Laerte Picano: cuoco
- Nina Purvis: ricerche biomediche e medico ESA